# Chlorochlamys
Chlorochlamys là một chi bướm đêm thuộc họ Geometridae.

## Các loài
- Chlorochlamys appellaria Pearsall, 1911
- Chlorochlamys chloroleucaria (Guenée, 1857)
- Chlorochlamys phyllinaria (Zeller, 1872)
- Chlorochlamys triangularis Prout, 1912